# Halichoeres
Genre
Halichoeres est un genre de poissons téléostéens (Teleostei) de la famille des Labridae ; ils font partie des poissons appelés « girelles » (et souvent « girelles-paons » en raison de leurs couleurs vives).

## Description et caractéristiques
Ce genre regroupe des labridés vivant pour la plupart en mers chaudes, caractérisés par une silhouette caractéristique des « girelles » et arborant le plus souvent des couleurs aussi variées que flamboyantes. Ces espèces sont hermaphrodite protogyne, ce qui signifie qu'elles naissent femelles pour devenir mâles à l'âge mûr ; notamment pour cette raison, leur riche livrée est souvent très évolutive au cours de leur vie, rendant d'autant plus complexe la détermination des espèces. 

## Liste des espèces
Selon World Register of Marine Species (1 mai 2014) :

### Sous-genres[2]

#### Halichoeres
- Halichoeres bicolor (Bloch & Schneider, 1801)
- Halichoeres hartzfeldii (Bleeker, 1852)
- Halichoeres iridis (Randall & Smith, 1982)
- Halichoeres pelicieri (Randall & Smith, 1982)
- Halichoeres zeylonicus (Bennett, 1833)

#### Biochoeres
- Halichoeres biocellatus Schultz, 1960
- Halichoeres chrysus Randall, 1981
- Halichoeres claudia Randall & Rocha, 2009
- Halichoeres cosmetus Randall & Smith, 1982
- Halichoeres leucoxanthus Randall & Smith, 1982
- Halichoeres leucurus (Walbaum, 1792)
- Halichoeres melasmapomus Randall, 1981
- Halichoeres orientalis Randall, 1999
- Halichoeres ornatissimus (Garrett, 1863)
- Halichoeres pallidus Kuiter & Randall, 1995
- Halichoeres trispilus Randall & Smith, 1982

#### Corichoeres
- Halichoeres melanochir Fowler & Bean, 1928
- Halichoeres prosopeion (Bleeker, 1853)
- Halichoeres signifer Randall & Earle, 1994
- Halichoeres solorensis (Bleeker, 1853)
- Halichoeres tenuispinis (Günther, 1862)

#### Hemiulis
- Halichoeres argus (Bloch & Schneider, 1801)
- Halichoeres binotopsis (Bleeker, 1849)
- Halichoeres brownfieldi (Whitley, 1945)
- Halichoeres chlorocephalus Kuiter & Randall, 1995
- Halichoeres kallochroma (Bleeker, 1853)
- Halichoeres leucurus (Walbaum, 1792)
- Halichoeres marginatus Rüppell, 1835
- Halichoeres nigrescens (Bloch & Schneider, 1801)
- Halichoeres papilionaceus (Valenciennes, 1839)
- Halichoeres richmondi Fowler & Bean, 1928
- Halichoeres rubricephalus Kuiter & Randall, 1995
- Halichoeres timorensis (Bleeker, 1852)

#### Hemichoris
- Halichoeres chloropterus (Bloch, 1791)
- Halichoeres podostigma (Bleeker, 1854)

#### Octocyodon
- Halichoeres margaritaceus (Valenciennes, 1839)
- Halichoeres miniatus (Valenciennes, 1839)
- Halichoeres nebulosus (Valenciennes, 1839)

#### Hemitautoga
- Halichoeres hortulanus (Lacepède, 1801)
- Halichoeres scapularis (Bennett, 1832)
- Halichoeres trimaculatus (Quoy & Gaimard, 1834)

#### Iridio
- Halichoeres adustus (Gilbert, 1890)
- Halichoeres bathyphilus (Beebe & Tee-Van, 1932)
- Halichoeres bivittatus (Bloch, 1791)
- Halichoeres brasiliensis (Bloch, 1791)
- Halichoeres caudalis (Poey, 1860)
- Halichoeres chierchiae (Di Caporiacco, 1948)
- Halichoeres cyanocephalus (Bloch, 1791)
- Halichoeres dimidiatus (Agassiz, 1831)
- Halichoeres dispilus (Günther, 1864)
- Halichoeres discolor (Bussing, 1983)
- Halichoeres garnoti (Valenciennes, 1839)
- Halichoeres insularis (Allen & Robertson, 1992)
- Halichoeres malpelo (Allen & Robertson, 1992)
- Halichoeres melanotis (Gilbert, 1890)
- Halichoeres nicholsi (Jordan & Gilbert, 1882)
- Halichoeres notospilus (Günther, 1864)
- Halichoeres penrosei (Starks, 1913)
- Halichoeres pictus (Poey, 1860)
- Halichoeres poeyi (Steindachner, 1867)
- Halichoeres radiatus (Linnaeus, 1758)
- Halichoeres salmofasciatus (Allen & Robertson, 2002)
- Halichoeres semicinctus (Ayres, 1859)
- Halichoeres socialis (Randall & Lobel, 2003)

#### Incertae sedis
- Halichoeres aestuaricola (Bussing, 1972)
- Halichoeres bleekeri (Steindachner & Döderlein, 1887)
- Halichoeres burekae (Weaver & Rocha, 2007)
- Halichoeres girardi (Bleeker, 1859)
- Halichoeres lapillus (Smith, 1947)
- Halichoeres leptotaenia (Randall & Earle, 1994)
- Halichoeres maculipinna (Müller & Troschel, 1848)
- Halichoeres melas (Randall & Earle, 1994)
- Halichoeres pardaleocephalus (Bleeker, 1849)
- Halichoeres purpurescens (Bloch & Schneider, 1801)
- Halichoeres raisneri (Baldwin & McCosker, 2001)
- Halichoeres stigmaticus (Randall & Smith, 1982)
- Halichoeres vrolikii (Bleeker, 1855)

## Espèces
Origine WORMS 2019
| Halichoeres adustus (Gilbert, 1890)                          |
| Halichoeres aestuaricola (Bussing, 1972)                     |
| Halichoeres argus (Bloch & Schneider, 1801)                  |
| Halichoeres bathyphilus (Beebe & Tee-Van, 1932)              |
| Halichoeres bicolor (Bloch & Schneider, 1801)                |
| Halichoeres binotopsis (Bleeker, 1849)                       |
| Halichoeres biocellatus (Schultz, 1960)                      |
| Halichoeres bivittatus (Bloch, 1791)                         |
| Halichoeres bleekeri (Steindachner & Döderlein, 1887)        |
| Halichoeres brasiliensis (Bloch, 1791)                       |
| Halichoeres brownfieldi (Whitley, 1945)                      |
| Halichoeres burekae (Weaver & Rocha, 2007)                   |
| Halichoeres caudalis (Poey, 1860)                            |
| Halichoeres chierchiae (DiCaporiacco, 1948)                  |
| Halichoeres chlorocephalus (Kuiter & Randall, 1995)          |
| Halichoeres chloropterus (Bloch, 1791)                       |
| Halichoeres chrysus (Randall, 1981)                          |
| Halichoeres claudia (Randall & Rocha, 2009)                  |
| Halichoeres cosmetus (Randall & Smith, 1982)                 |
| Halichoeres cyanocephalus (Bloch, 1791)                      |
| Halichoeres dimidiatus (Agassiz, 1831)                       |
| Halichoeres discolor (Bussing, 1983)                         |
| Halichoeres dispilus (Günther, 1864)                         |
| Halichoeres erdmanni (Randall & Allen, 2010)                 |
| Halichoeres garnoti (Valenciennes, 1839)                     |
| Halichoeres girardi (Bleeker, 1858)                          |
| Halichoeres gurrobyi (Victor, 2016)                          |
| Halichoeres hartzfeldii (Bleeker, 1852)                      |
| Halichoeres hilomeni (Randall & Allen, 2010)                 |
| Halichoeres hortulanus (Lacepède, 1801)                      |
| Halichoeres insularis (Allen & Robertson, 1992)              |
| Halichoeres iridis (Randall & Smith, 1982)                   |
| Halichoeres kallochroma (Bleeker, 1853)                      |
| Halichoeres kneri (Bleeker, 1862)                            |
| Halichoeres lapillus (Smith, 1947)                           |
| Halichoeres leptotaenia (Randall & Earle, 1994)              |
| Halichoeres leucoxanthus (Randall & Smith, 1982)             |
| Halichoeres leucurus (Walbaum, 1792)                         |
| Halichoeres maculipinna (Müller & Troschel, 1848)            |
| Halichoeres malpelo (Allen & Robertson, 1992)                |
| Halichoeres margaritaceus (Valenciennes, 1839)               |
| Halichoeres marginatus (Rüppell, 1835)                       |
| Halichoeres melanochir (Fowler & Bean, 1928)                 |
| Halichoeres melanotis (Gilbert, 1890)                        |
| Halichoeres melanurus (Bleeker, 1851)                        |
| Halichoeres melas (Randall & Earle, 1994)                    |
| Halichoeres melasmapomus (Randall, 1981)                     |
| Halichoeres miniatus (Valenciennes, 1839)                    |
| Halichoeres nebulosus (Valenciennes, 1839)                   |
| Halichoeres nicholsi (Jordan & Gilbert, 1882)                |
| Halichoeres nigrescens (Bloch & Schneider, 1801)             |
| Halichoeres notospilus (Günther, 1864)                       |
| Halichoeres orientalis (Randall, 1999)                       |
| Halichoeres ornatissimus (Garrett, 1863)                     |
| Halichoeres pallidus (Kuiter & Randall, 1995)                |
| Halichoeres papilionaceus (Valenciennes, 1839)               |
| Halichoeres pardaleocephalus (Bleeker, 1849)                 |
| Halichoeres pelicieri (Randall & Smith, 1982)                |
| Halichoeres penrosei (Starks, 1913)                          |
| Halichoeres pictus (Poey, 1860)                              |
| Halichoeres podostigma (Bleeker, 1854)                       |
| Halichoeres poeyi (Steindachner, 1867)                       |
| Halichoeres prosopeion (Bleeker, 1853)                       |
| Halichoeres purpurescens (Bloch & Schneider, 1801)           |
| Halichoeres radiatus (Linnaeus, 1758)                        |
| Halichoeres raisneri (Baldwin & McCosker, 2001)              |
| Halichoeres richmondi (Fowler & Bean, 1928)                  |
| Halichoeres rubricephalus (Kuiter & Randall, 1995)           |
| Halichoeres rubrovirens (Rocha & Pinheiro & Gasparini, 2010) |
| Halichoeres salmofasciatus (Allen & Robertson, 2002)         |
| Halichoeres sazimai (Luiz & Ferreira & Rocha, 2009)          |
| Halichoeres scapularis (Bennett, 1832)                       |
| Halichoeres semicinctus (Ayres, 1859)                        |
| Halichoeres signifer (Randall & Earle, 1994)                 |
| Halichoeres socialis (Randall & Lobel, 2003)                 |
| Halichoeres solorensis (Bleeker, 1853)                       |
| Halichoeres stigmaticus (Randall & Smith, 1982)              |
| Halichoeres tenuispinis (Günther, 1862)                      |
| Halichoeres timorensis (Bleeker, 1852)                       |
| Halichoeres trimaculatus (Quoy & Gaimard, 1834)              |
| Halichoeres trispilus (Randall & Smith, 1982)                |
| Halichoeres vrolikii (Bleeker, 1855)                         |
| Halichoeres zeylonicus (Bennett, 1833)                       |
| Halichoeres zulu (Randall & King, 2010)                      |

## Galerie

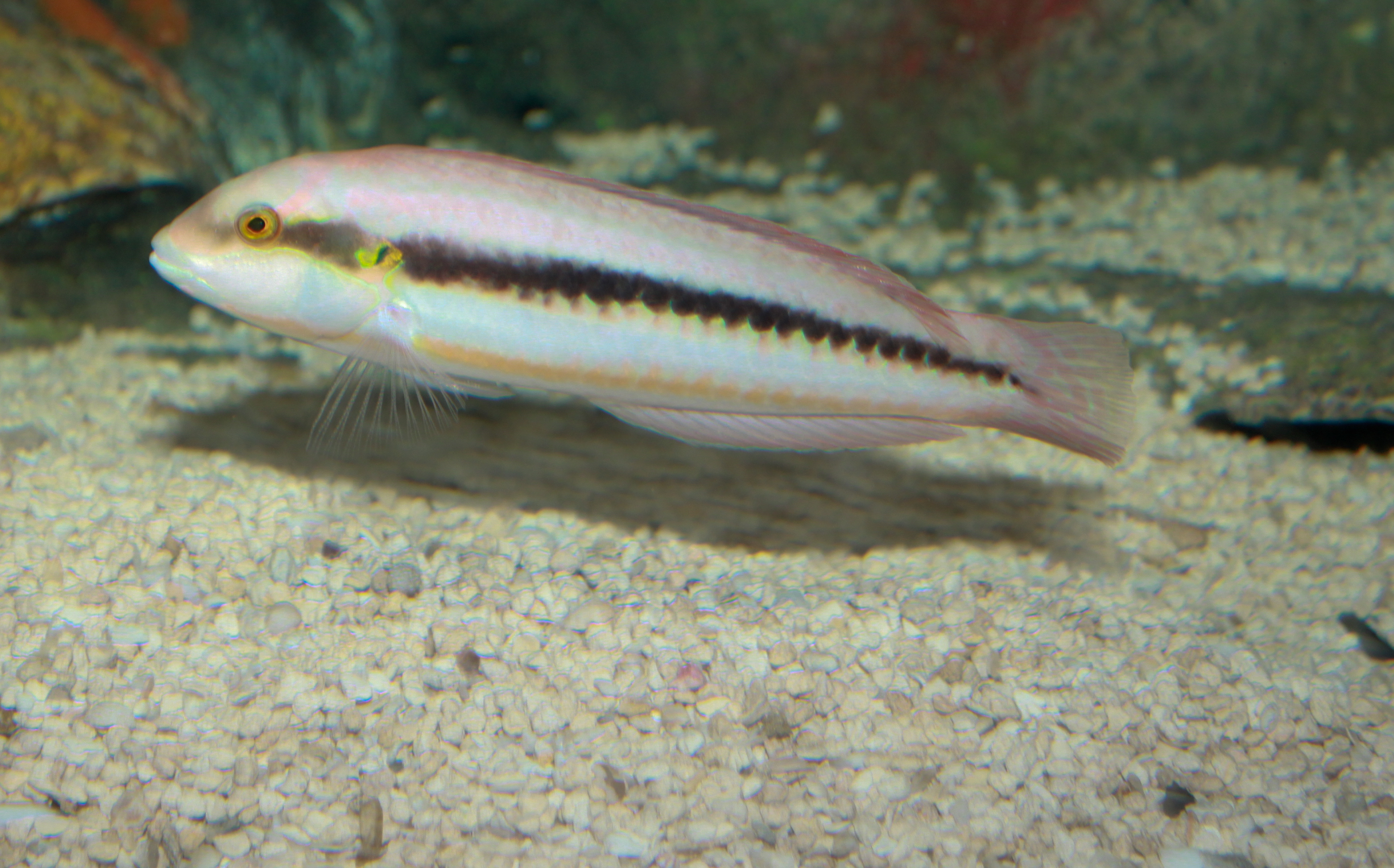
Halichoeres bivittatus
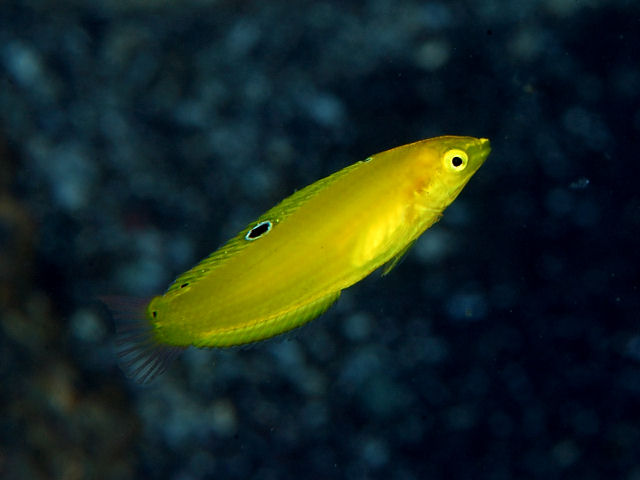
Halichoeres chrysus
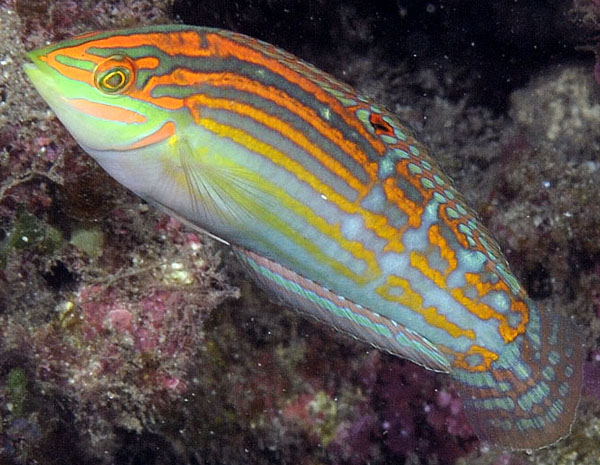
Halichoeres cosmetus
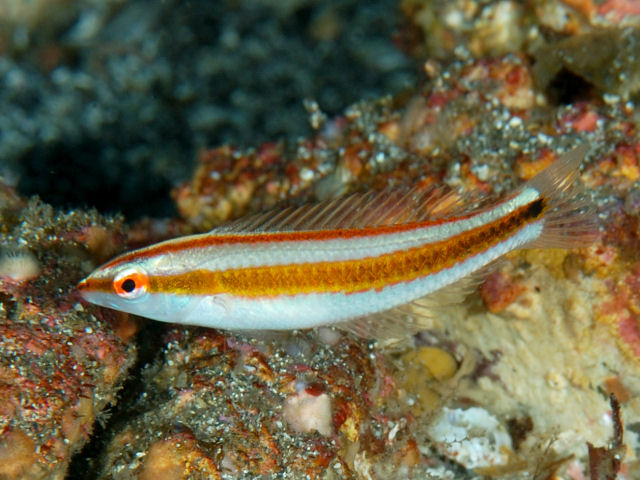
Halichoeres hartzfeldii
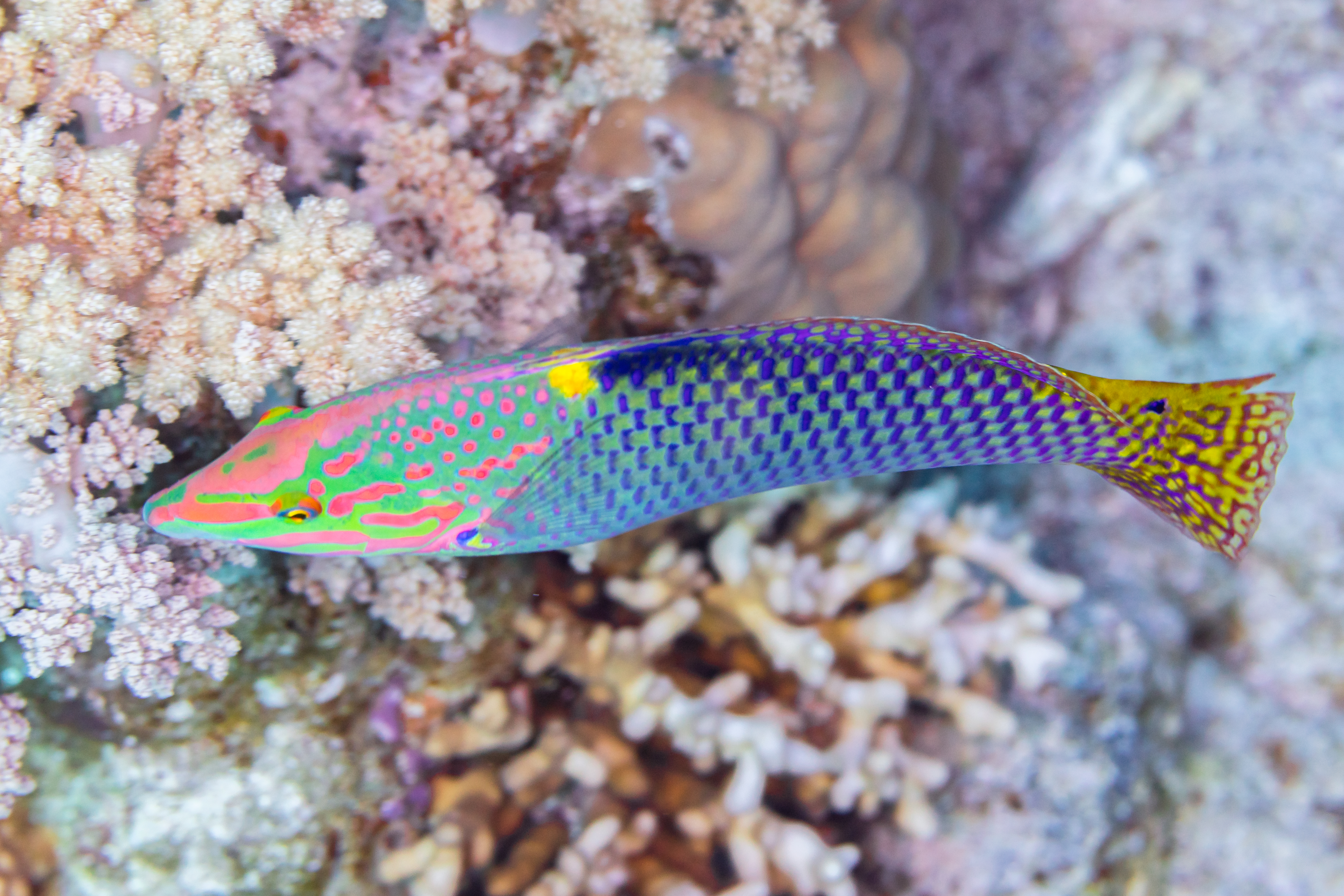
Halichoeres hortulanus
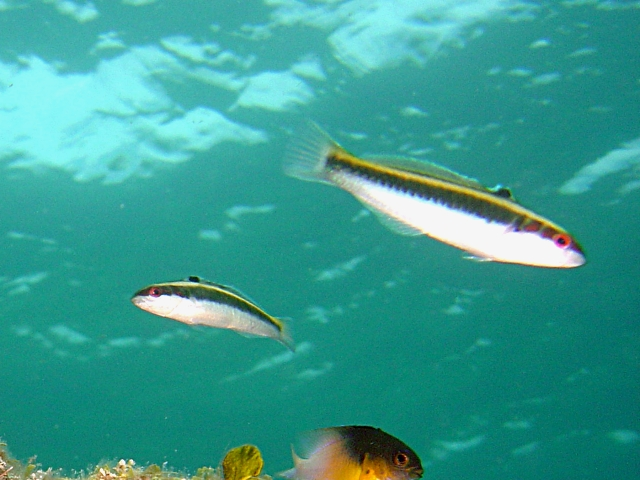
Halichoeres maculipinna
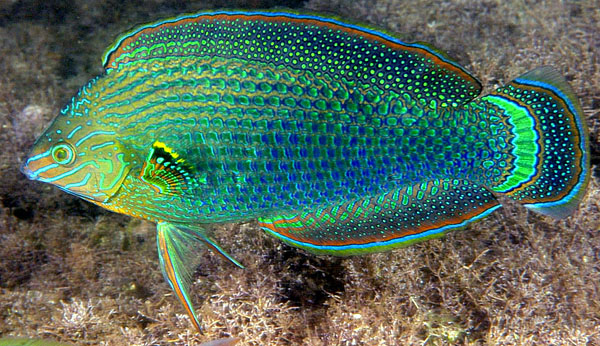
Halichoeres marginatus
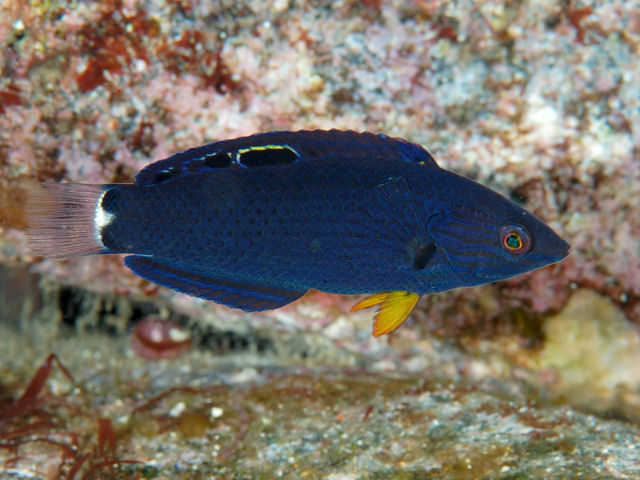
Halichoeres melanochir
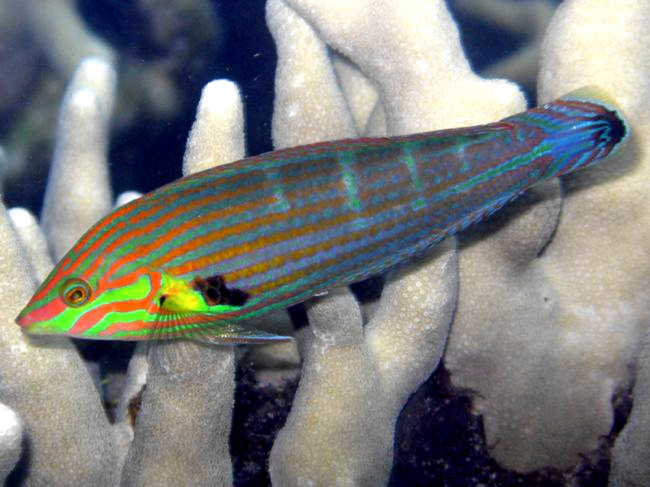
Halichoeres melanurus
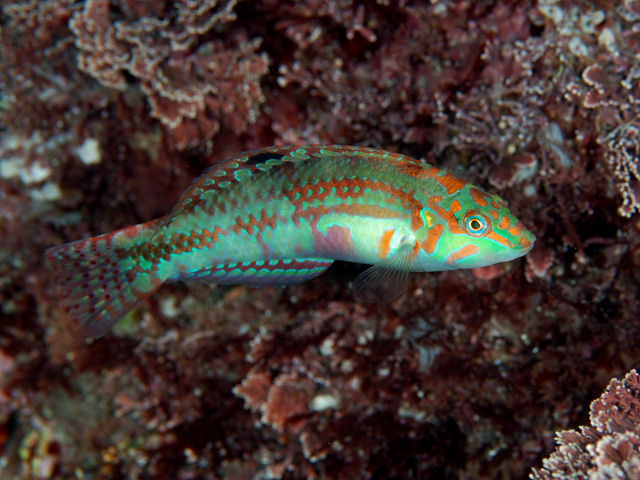
Halichoeres nebulosus
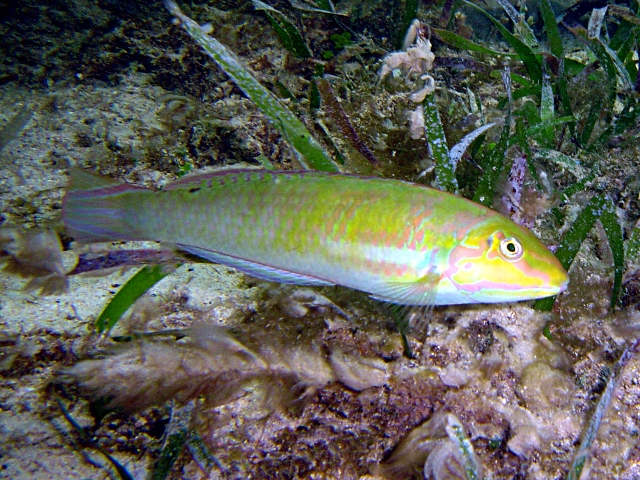
Halichoeres poeyi
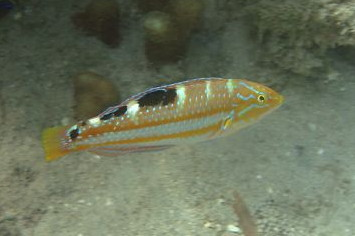
Halichoeres radiatus
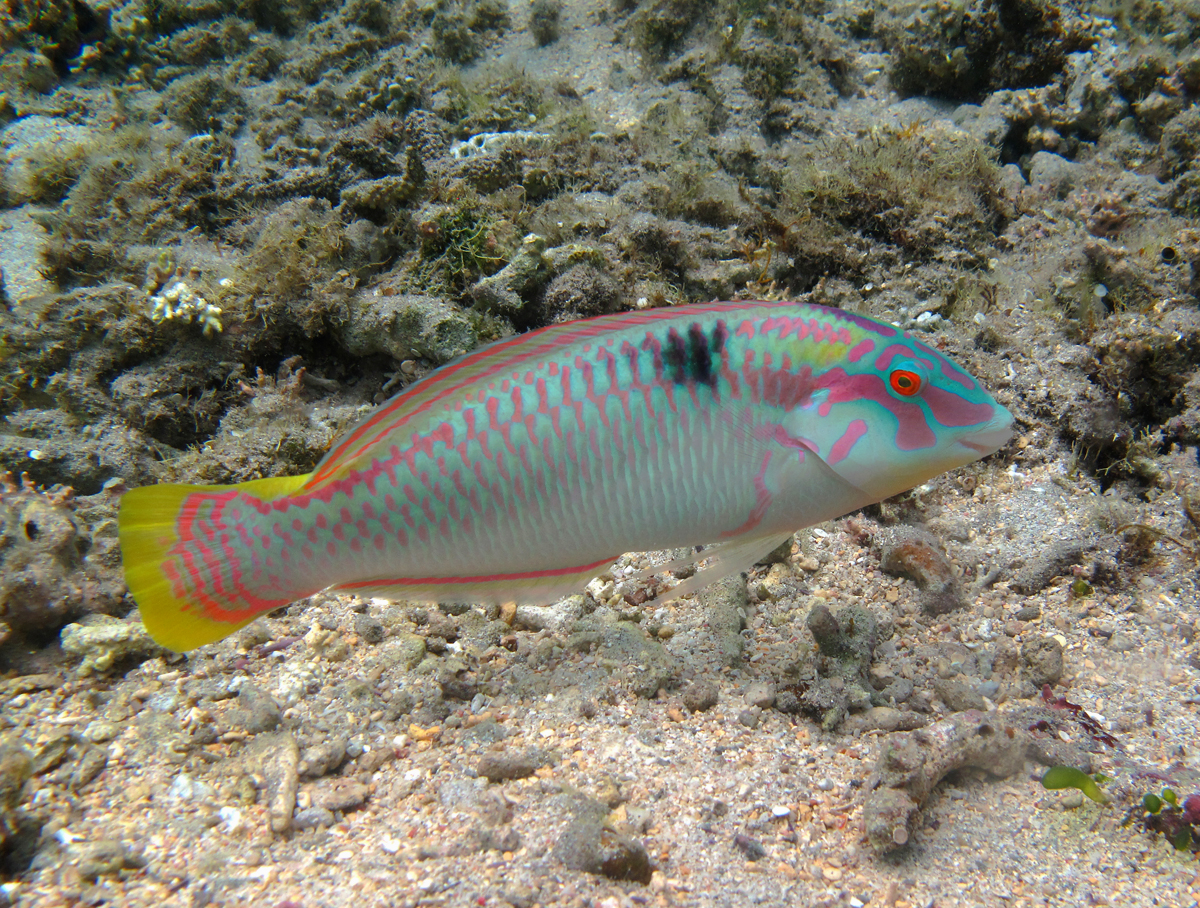
Halichoeres scapularis mâle
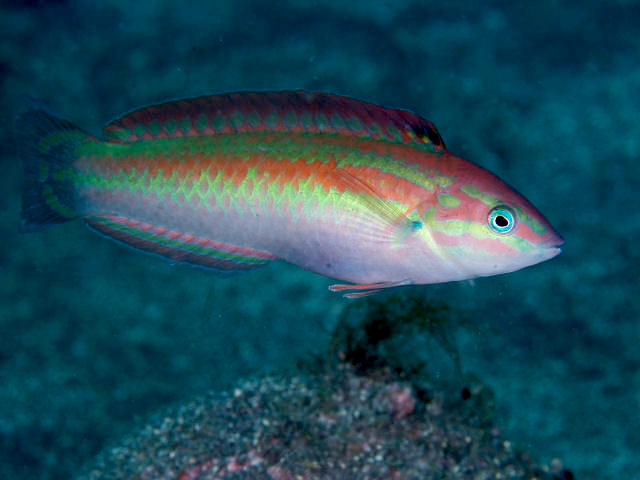
Halichoeres tenuispinis
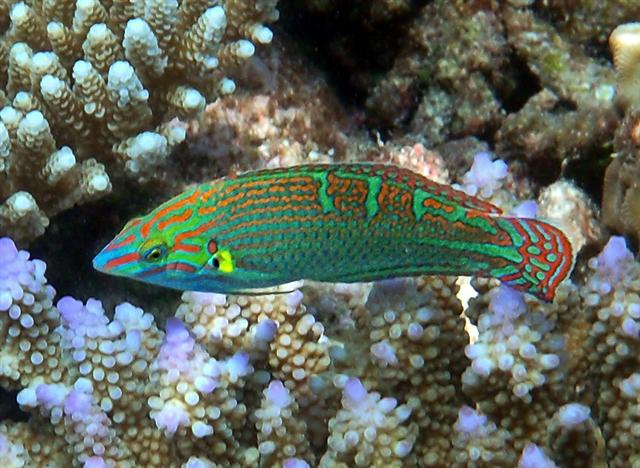
Halichoeres vrolikii mâle
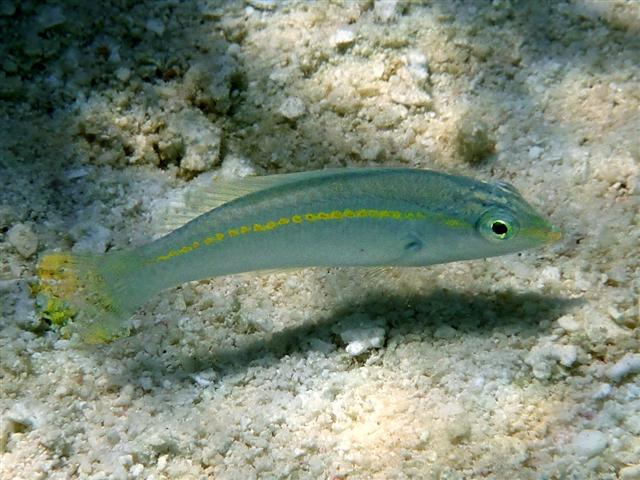
Halichoeres zeylonicus